# Saint-Denis-la-Chevasse
Saint-Denis-la-Chevasse – miejscowość i gmina we Francji, w regionie Kraj Loary, w departamencie Wandea.
Według danych na rok 1990 gminę zamieszkiwały 1 543 osoby, a gęstość zaludnienia wynosiła 39 osób/km² (wśród 1504 gmin Kraju Loary Saint-Denis-la-Chevasse plasuje się na 397. miejscu pod względem liczby ludności, natomiast pod względem powierzchni na miejscu 145.).